# Las letras ya no importan
Las letras ya no importan es el segundo álbum en solitario del artista puertorriqueño Residente, lanzado el 22 de febrero de 2024 a través de Sony Music Latin y 5020 Records. Es el primer proyecto de larga duración de Residente en casi siete años desde el lanzamiento de su álbum debut en solitario Residente, en 2017.
Las producciones están a cargo de , Leo Genovese, Trooko, Acción Sánchez, Evlay, DJ Domingo, Rafa Arcaute y Vinylz y el propio Residente. En colaboraciones, están Sílvia Pérez Cruz, Penélope Cruz, SFDK, Nino Freestyle, Busta Rhymes, WOS, Amal Murkus, Ibeyi, AI2 El Aldeano, Christian Nodal, Rauw Alejandro, Arcángel, Vico C, Big Daddy Kane, Ricky Martin y Jessie Reyez.

## Antecedentes
En 2019, saca la canción René, el primero adelanto del disco. El vídeo del sencillo fue estrenado el 27 de febrero de 2020,1 el cual fue grabado y dirigido por Residente en su pueblo natal de Trujillo Alto. 
En agosto de 2023, Residente anunció que su segundo álbum como solista llegaría a finales de aquel año. Por entonces, su tema ‘Quiero Ser Baladista’, junto a Ricky Martin, era el único sencillo con el que nos adelantaba dicha entrega. Sin embargo, para finales del año pasado, Residente anunció su decisión de posponer su lanzamiento como acto de solidaridad y denuncia ante la situación que afecta a Palestina.
En febrero de 2024, anunció a través de su cuenta de Instagram y su canal de YouTube el lanzamiento. El post consistió en un cortometraje con actriz española Najwa Nimri como terapeuta que habla con Residente sobre sus preocupaciones con el estado actual de la industria musical.

## Explicación de canciones y producción
Todas las canciones del álbum (incluyendo tres interludios cortos)  todas ellas escritas o coescritas por el mismo Residente. También se desempeña como productor de la mayoría de las pistas junto a Leo Genovese y Trooko. Sónicamente, el álbum es principalmente un rap latino álbum, experimentando con otros géneros en algunas pistas como el blues rock "Problema Cabrón", la "vieja escuela hip hop" como "Estilo Libre" y "Cerebro", el "313" más clásico balada pop "Quiero Ser Baladista", y la música palestina influyó en "Bajo los Escombros".
También está el rey del garito italoamericano “Yo no sé pero sé” junto a SFDK. Punto y aparte, la sebastián-yatrera junto a Christian Nodal, “Pólvora de ayer”, canción de cantina en el corazón del disco por la que se puede llegar a dudar si eran necesarios veintitrés temas. Se aprecia la riqueza que aportan Nino Freestyle, WOS, Busta Rhymes e incluso Rauw Alejandro o Arcángel (un tema pop comercial que avasalla). Pero sobre todo la piel ultra emocional de “313”, “El encuentro” o “Que fluya”.
La pérdida de seres queridos se menciona en temas como el mencionado "313" y "Ron en el Piso", una elegía para su primo Julian, quién falleció en 2021 después de una sobredosis de drogas. En este último, Residente rapea sobre su estado dentro de la escena musical latina y sus sentimientos en torno a ser llamado una "leyenda", aunque también elogia a Julian por apoyarlo durante las primeras etapas de su carrera. Del mismo modo, en "René", la pista de cierre, recuerda a Christopher, un amigo de la infancia que fue asesinado por la policía en Puerto Rico. La canción habla sobre la vida y las luchas de Residente, y cuenta con voces de la actriz Flor Joglar de García (Madre de Residente), que canta una canción de cuna al comienzo de la canción, y cantante panameño Rubén Blades.
Como pasa últimamente con Residente, hay un choque obtuso entre la testosterona no dudo de que le funcione bien en directo y que, además, sea en parte irrenunciable, imposible ya de deconstruir y esa dulzura y fragilidad tan valientes. Esa contradicción es el Residente actual. “Las letras ya no importan” es un disco donde por primera vez importan tanto el otro, lo otro (un diálogo sutil, transversal, con la tecnología) como el propio René. Golpea más cuando gana el último.
Más letras socialmente críticas aparecen en las canciones "En Talla" con el rapero cubano AI2 El Aldeano y "Bajo los Escombros" con el cantante palestino Amal Murkus. En el primero, Residente denuncia la corromption de los gobiernos y marcó paralelos entre la situación de Puerto Rico como un territorio no incorporado de los Estados Unidos y la represión en Cuba, mientras que en este último rapea sobre la Guerra en Palestina e invita a varios músicos palestinos a tocar en la canción. Además, en el single "This is América", discute la historia de colonialismo, esclavitud, y imperialismo en América Latina, temas que también están representados en el video musical de la canción.[16] El título de la canción hace referencia a la canción de Gambino "This is América", así como la controversia en torno al término "América", que en español se refiere a las Américas, pero en Inglés se utiliza principalmente para las cosas o personas relacionadas con los Estados Unidos. Finalmente, en las pistas "El Malestar de la Cultura" y "Artificial Inteligente", Residente amplía sus pensamientos sobre el panorama musical y los avances en tecnología y específicamente en inteligencia artificial.
En esa tensión vive, por citar un tema, "Bajo los escombros". En esa idea poco clara en la que está ubicado un rapero que fue muy rapero. Que lloró para encontrarse. Que le sigue picando la lengua ante la injusticia y lo social. Y del que, por mucho que construya alrededor, siempre, lo más importante son las letras.

## Lista de canciones
1. Valentina
2. 313  (Sílvia Pérez Cruz y Penélope Cruz)
3. El Malestar de la Cultura
4. Yo No Sé Pero Sé (con SFDK)
5. Jerga Platanera (con Nino Freestyle)
6. Cerebro (con Busta Rhymes)
7. Problema Cabrón (con WOS)
8. Bajo los Escombros (Amal Murkus)
9. This is Not America (con Ibeyi)
10. En Talla (con Al2 El Aldeano)
11. Pólvora de Ayer (con Christian Nodal)
12. Sin Lú (con Rauw Alejandro)
13. Que fluya (con Arcángel)
14. Estilo Libre (con Vico C y Big Daddy Kane)
15. Quiero Ser Baladista (con Ricky Martin)
16. El Encuentro (con Jessie Reyez)
17. Leoni
18. Ron en el Piso
19. Artificial Inteligente (con Sílvia Pérez Cruz)
20. Desde la Servilleta
21. 8
22. Las Letras Ya No Importan
23. René